# Classe Palestro (batteria galleggiante)
La classe Palestro, indicata anche come classe Paixhans, fu una classe di batterie galleggianti della Marine nationale, in servizio dal 1862 al 1871.

## Storia
La classe Palestro fu costruita per rimpiazzare la precedente classe Dévastation del 1855. Il motivo per tale sostituzione era che le navi della classe Dévastation erano state costruite frettolosamente, per poterle schierare il prima possibile nella guerra di Crimea, e si aveva paura che il loro legno avrebbe potuto deteriorasi in breve tempo.

## Unità
| Nome     | Costruita a     | Impostata | Varata         |
| -------- | --------------- | --------- | -------------- |
| Palestro | Arman, Bordeaux | 1859      | agosto 1862    |
| Pei-ho   | Arman, Bordeaux | 1859      | settembre 1862 |
| Saigon   | Arman, Bordeaux | 1859      | settembre 1862 |
| Paixhans | Arman, Bordeaux | 1859      | settembre 1862 |